# Liste in Botswana vorhandener Dampflokomotiven
Dies ist eine Liste erhaltener Dampflokomotiven auf dem Gebiet von Botswana.
Wie beim Großteil der Bahnen im südlichen Afrika wurden die Bahnstrecken Botswanas mit der Spurweite 1067 mm errichtet.
Mit einer einzigen Ausnahme stammen alle erhaltenen Dampflokomotiven vom Minenbetreiber Bamangwato Concessions Limited (BCL). Dieser nutzte Dampftraktion noch bis weit in die 2010er-Jahre hinein.

## Lokomotiven mit Spurweite 1067 mm
| Foto | Nummer oder Name             | Bauart / Achsfolge | Hersteller                   | Fabrik- nr. | Baujahr | Historie                     | Eigentümer / Betreiber / Strecke | Standort     | Bemerkungen                         |
| ---- | ---------------------------- | ------------------ | ---------------------------- | ----------- | ------- | ---------------------------- | -------------------------------- | ------------ | ----------------------------------- |
|      | Rhodesian Railways 352 (273) | (2’C2’)(2’C2’)     | Beyer, Peacock & Co.         | 6938        | 1940    | ex BCL ex Rhodesian Railways |                                  | Francistown  | älteste Dampflokomotive in Botswana |
|      | BCL (RR) LO801 (337)         | 1’ D 2’            | Henschel & Sohn              | 27409       | 1952    | ex BCL ex Rhodesian Railways |                                  | Selibe-Pikwe | [ 3 ]                               |
|      | BCL (RR) LO804 (328)         | 1’ D 2’            | Henschel & Sohn              | 27392       | 1952    | ex BCL ex Rhodesian Railways |                                  | Selibe-Pikwe | [ 4 ]                               |
|      | BCL (SAR) LO807 (3341)       | 1’ D 2’            | North British Locomotive Co. | 26061       | 1948    | ex BCL ex Rhodesian Railways |                                  | Selibe-Pikwe | [ 5 ] [ 6 ]                         |
|      | BCL (SAR) LO806 (3350)       | 1’ D 2’            | North British Locomotive Co. | 26070       | 1948    | ex BCL ex Rhodesian Railways |                                  | Selibe-Pikwe | [ 7 ] [ 8 ]                         |
|      | BCL (NRZ) LO809 (520)        | (2’C2’)(2’C2’)     | Beyer Peacock & Co.          | 7599        | 1953    | ex BCL ex NRZ                |                                  | Selibe-Pikwe | [ 9 ]                               |
|      | BCL (NRZ) LO810 (523)        | (2’C2’)(2’C2’)     | Beyer Peacock & Co.          | 7602        | 1953    | ex BCL ex NRZ                |                                  | Selibe-Pikwe | [ 10 ]                              |
|      | BCL (NRZ) LO811 (511)        | (2’C2’)(2’C2’)     | Beyer Peacock & Co.          | 7584        | 1953    | ex BCL ex NRZ                |                                  | Selibe-Pikwe | [ 11 ]                              |